# Phantom Seer
Phantom Seer (仄見える少年?, Honomieru shōnen, lett. "Un ragazzo con una visione") è un manga scritto da Tōgo Gotō e disegnato da Kento Matsuura. È stato serializzato sulla rivista Weekly Shōnen Jump di Shūeisha da agosto 2020 ad aprile 2021. I capitoli sono stati raccolti in 4 volumi tankōbon.
La casa editrice Star Comics ne ha curato l'edizione italiana.

## Trama
Iori Katanagi è uno medium annoiato che esorcizza spiriti che infestano luoghi ed oggetti. Riku Aibetsu è una sua compagna di classe con un sesto senso particolarmente sviluppato che le permette di capire quando qualcuno è in pericolo. L'incontro tra i due darà una svolta alla vita di entrambi che prenderanno sempre più coscienza dei loro poteri e del mondo che li circonda.

## Personaggi
Iori Katanagi (片儺木 伊織?, Katanagi Iori)
Ragazzo pigro e demotivato. Odia essere uno sciamano e desidera essere normale, ma spesso è costretto a fare dei lavori da sua sorella. Nel profondo del cuore però proteggerebbe le persone pur sacrificando la propria vita.
Riku Aibetsu (哀別 理久?, Aibetsu Riku)
Riku è una ragazza a cui piace aiutare le persone. Credeva di avere un sesto senso per rilevare il pericolo, quando in realtà è proprio lei ad attirarlo.
Yayoi Katanagi (片儺木 弥生?, Katanagi Yayoi)
La sorella maggiore di Iori. È una potente sciamana e ha molteplici abilità, tra cui chiaroveggenza, lettura della mente e la capacità di cancellare i fantasmi. Spesso costringe suo fratello a lavorare per lei.
Kenma Oigawa (大井川 研真?, Ōigawa Kenma)
Kenma è un gentiluomo, rispettoso e serio, l'esatto opposto di Iori. Vuole che Iori prenda il suo lavoro più seriamente.
Chihiro Kurose (黒瀬 千尋?, Kurose Chihiro)
L'autoproclamato "Giovane stella del mondo degli sciamani". È appariscente e di solito lo si vede flirtare con le donne, ma prende sul serio il suo lavoro di sciamano.
Senjudoji (千住ドジ?)
Senjudoji è un fantasma che assume le sembianze di una bambina. È sadica, crudele e arrogante.

## Pubblicazione
Scritto da Togo Goto e disegnato da Kento Matsuura, Phantom Seer è stato pubblicato per la prima volta come one-shot su Jump Giga di Shueisha nel 2017 e su Weekly Shōnen Jump nel settembre dell'anno successivo, dove ha vinto la competizione Golden Future Cup del 2018. È stato serializzato su Weekly Shōnen Jump dal 31 agosto 2020 al 5 aprile 2021. I volumi sono stato raccolti in 4 volumi tankōbon pubblicati dal 4 dicembre 2020 al 2 luglio 2021.
Il 26 ottobre 2021 viene annunciato in Italia da Star Comics che l'ha pubblicata dal 13 aprile al 20 luglio 2022. La serie ha goduto anche di un'edizione speciale con cofanetto. In lingua inglese è arrivato grazie a Viz Media e MangaPlus, in francese grazie all'editore Kazè.

### Volumi
| Nº | Data di prima pubblicazione | Data di prima pubblicazione | Data di prima pubblicazione | Data di prima pubblicazione                                                 |
| Nº | Giapponese                  | Giapponese                  | Italiano                    | Italiano                                                                    |
| -- | --------------------------- | --------------------------- | --------------------------- | --------------------------------------------------------------------------- |
| 1  | 4 dicembre 2020             | ISBN 978-4-08-882515-1      | 13 aprile 2022              | ISBN 978-88-226-3111-4 (ed. regolare) ISBN 978-88-226-3152-7 (ed. limitata) |
| 2  | 4 febbraio 2021             | ISBN 978-4-08-882551-9      | 18 maggio 2022              | ISBN 978-88-226-3220-3                                                      |
| 3  | 30 aprile 2021              | ISBN 978-4-08-882641-7      | 22 giugno 2022              | ISBN 978-88-226-3256-2                                                      |
| 4  | 2 luglio 2021               | ISBN 978-4-08-882711-7      | 20 luglio 2022              | ISBN 978-88-226-3260-9                                                      |

## Accoglienza
Come riportato dalle fascette promozionali in Giappone, la serie ha raggiunto 250.000 copie in circolazione.